# Busset
Busset é uma comuna francesa na região administrativa de Auvérnia-Ródano-Alpes, no departamento Allier. Estende-se por uma área de 36,71 km². Em 2010 a comuna tinha 898 habitantes (densidade: 24,5 hab./km²).